# 木村嘉富
木村 嘉富（きむら よしとみ）は、日本の国土交通技官。技術士（総合技術監理部門、建設部門）、土木学会認定上級土木技術者（防災）。工業高等専門学校出身者として初めて国土交通省国土技術政策総合研究所所長を務めた。

## 人物・経歴
島根県山間部の農家に生まれる。町役場に就職するために有利として進学した松江工業高等専門学校土木工学科を経て、1987年長岡技術科学大学大学院工学研究科建設工学専攻修了。国家公務員採用Ⅰ種試験に合格し、同年建設省入省、中部地方建設局名四国道工事事務所。
1988年駒ヶ根市の建設省中部地方建設局天竜川上流工事事務所調査課に異動。1989年建設省土木研究所構造橋梁部基礎研究室に異動。土木研究所企画部研究企画課長等を経て、2004年から国土交通省中部地方整備局沼津河川国道事務所長。
土木研究所構造物メンテナンス研究センター橋梁構造研究グループ上席研究員、国土技術政策総合研究所道路構造物研究部道路構造物管理システム研究官を経て、2016年国土技術政策総合研究所道路構造物研究部長。2020年国土技術政策総合研究所研究総務官。2021年からは高等専門学校出身者としては初めて国土技術政策総合研究所所長を務めた。
2022年東京海上日動火災保険顧問、橋梁調査会審議役。2024年橋梁調査会専務理事、土木学会理事（企画、コミュニケーション担当）。内閣府戦略的イノベーション創造プログラムSPD兼PMなども務めた。

## 受賞
- 2001年 土木学会吉田賞（論文部門）